# Lips Are Movin
«Lips Are Movin» — второй сингл американской певицы Меган Трейнор с её третьего студийного альбома Title, изданный 21 октября 2014 года лейблом Epic Records. Авторами песни стали сама Меган Трейнор и Кевин Кэдиш.

## Информация о песне
Премьера песни состоялась 15 октября 2014 года на сайте MTV. Ротация на радио официально началась 21 октября, однако некоторые станции уже крутили песню, начиная с 15 октября.
«Lips Are Movin» можно отнести к жанрам поп и ду-вопу 50—60-х годов XX века. Текст песни повествует о том, что лирическая героиня бросает своего парня после того, как узнаёт, что он лжёт ей. Также в тексте есть отсылки к её предыдущей песне «All About That Bass» («Boy, look at me in my face/ Tell me that you’re not just about this bass/ You really think I could be replaced/ Nah, I come from outer space»). Кевин Кэдиш заявил, что на написание песни у них с Трейнор ушло всего восемь минут.
Меган Трейнор выступила с «Lips Are Movin» в эфире Today show и на параде Дня Благодарения Macy’s.
Премьера видеоклипа «Lips Are Movin» состоялась 19 октября 2014 года. В нём снялись несколько знаменитостей, включая Les Twins и Чачи.

## Чарты и сертификации
В начале ноября 2014 года песня дебютировала на 93 месте хит-парада Billboard Hot 100, и в итоге добралась до 4 места.
Чарты
| Чарт (2014)                                | Наивысшая позиция |
| ------------------------------------------ | ----------------- |
| Австралия (ARIA)                           | 3                 |
| Бельгия/Фландрия (Ultratip Bubbling Under) | 80                |
| Канада (Billboard Canadian Hot 100)        | 8                 |
| Канада (Billboard CHR/Top 40)              | 19                |
| Канада (Billboard Hot AC)                  | 22                |
| Croatian Airplay Radio Chart               | 73                |
| Чехия (Rádio — Top 100)                    | 63                |
| Чехия (Singles Digitál Top 100)            | 14                |
| Ирландия (IRMA)                            | 64                |
| Luxembourg Digital Songs (Billboard)       | 31                |
| Нидерланды (Dutch Top 40)                  | 12                |
| Нидерланды (Single Top 100)                | 27                |
| VG-lista                                   | 39                |
| Новая Зеландия (Recorded Music NZ)         | 6                 |
| Словакия (Singles Digitál Top 100)         | 19                |
| Швеция (Sverigetopplistan)                 | 42                |
| UK Singles Chart                           | 89                |
| США (Billboard Hot 100)                    | 4                 |
| США (Billboard Adult Pop Airplay)          | 17                |
| США (Billboard Dance/Mix Show Airplay)     | 22                |
| США (Billboard Pop Airplay)                | 13                |

Сертификации
| Регион                                                      | Сертификация | Продажи |
| ----------------------------------------------------------- | ------------ | ------- |
| Австралия (ARIA)                                            | Платиновый   | 70 000^ |
| США (RIAA)                                                  | Золотой      | 500 000 |
| ^ Данные о тиражах приведены только на основе сертификации. |              |         |